# Ervin Szabó

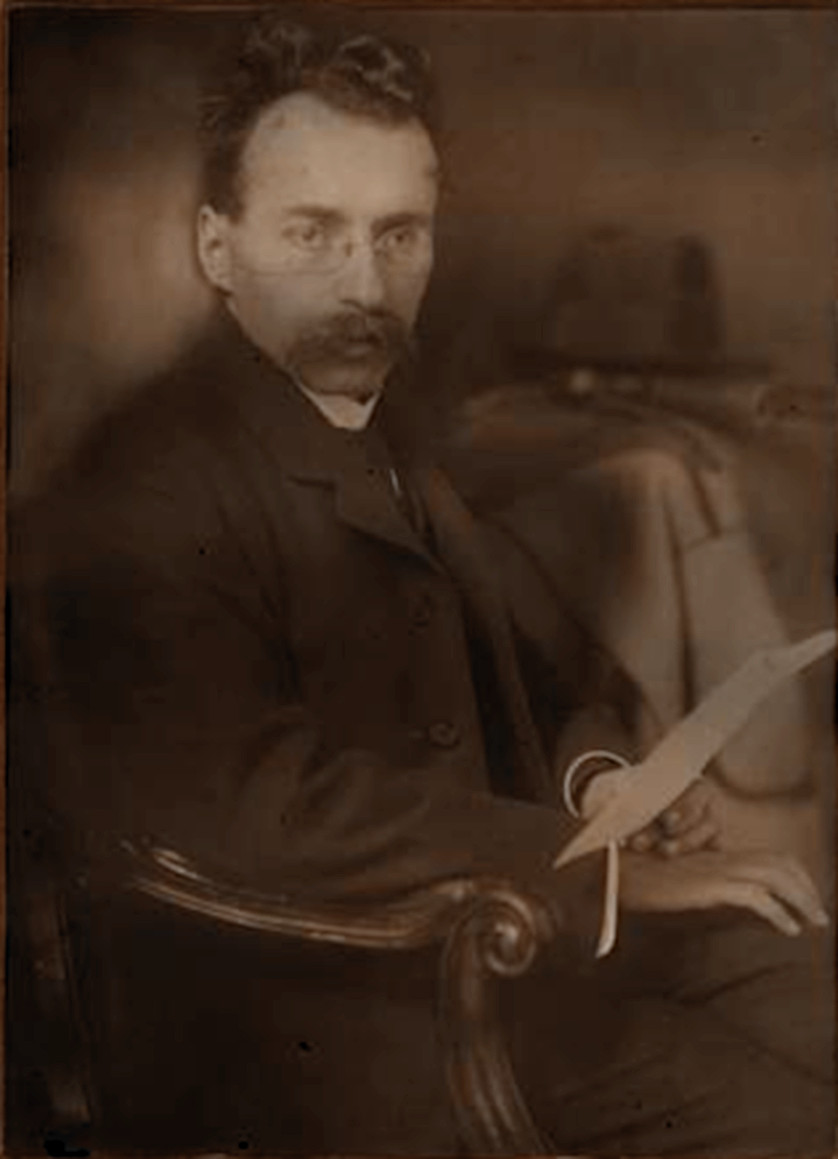
Ervin Szabó (1910)

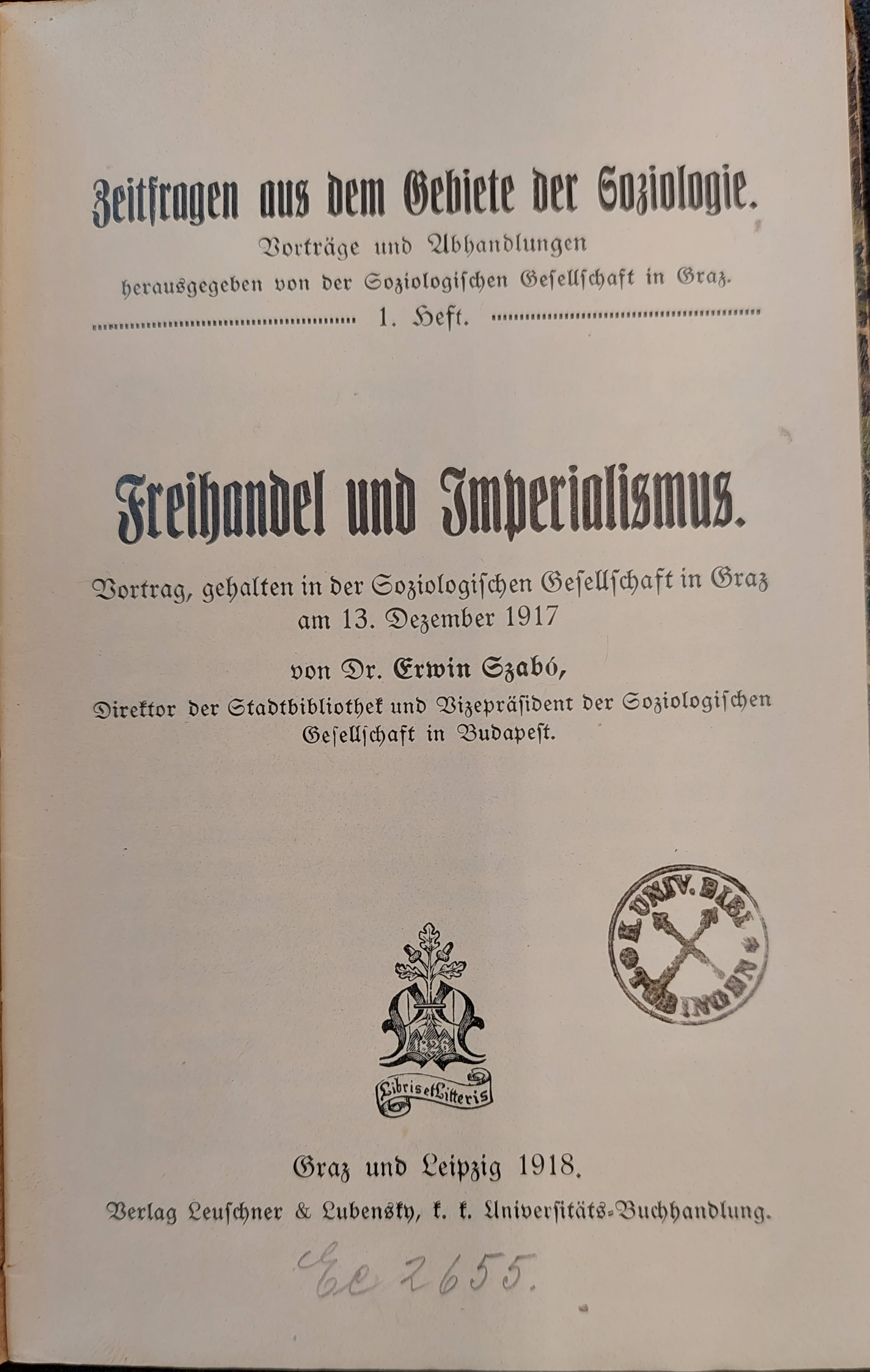
Freihandel und Imperialismus (1918)

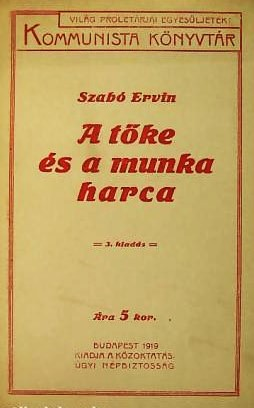
A tőke és a munka harca (1911/1919)

Ervin Szabó (geboren als Sámuel Ármin Schlesinger 23. August 1877 in Slanica, Österreich-Ungarn; gestorben 29. September 1918 in Budapest) war ein ungarischer Bibliothekar, Soziologe und sozialistischer Theoretiker.

## Leben
Samuel Armin Schlesinger war das jüngste Kind eines Kleinhändlers aus dem Komitat Arwa, der alsbald starb, seine Mutter stammte aus der Familie Pollacsek, die Historikerin Laura Polanyi Stricker, der Ökonom Karl Polanyi und der Chemiker Michael Polanyi waren Cousins. Er wuchs zweisprachig, ungarisch und deutsch auf. Er konvertierte unter dem gesellschaftlichen Anpassungsdruck einerseits vom Judentum zum Protestantismus, die Religion spielte aber in seinem Leben keine Rolle, und magyarisierte andererseits 1894 seinen Namen. Szabó machte die Matura in Ungvar und studierte ab 1895 Rechts- und Staatswissenschaften an der Universität Budapest. In Budapest war er Gast im Salon seiner Tante Cecília Wohl, die Kontakte zu russischen Revolutionären pflegte. 1898/99 studierte er an der Universität Wien und traf dort auf den russischen Revolutionär Samuel Klatschko. 1903 wurde er in Wien promoviert. Im Januar 1903 hielt er in der ungarischen Soziologischen Gesellschaft die Replik auf das von Leopold Lajos an Rudolf Stammler angelehnte Konzept einer „Organischen Gesellschaft“ und trug seinerseits die Grundzüge des Marxschen Materialistischen Konzepts der Geschichte vor.
Szabó arbeitete als Bibliothekar an der Stadtbibliothek Budapest. Mit der Bibliothekarin Blanka Pikler und seiner Cousine Laura Polanyi arbeitete er an einem Katalogisierungssystem und mit Polanyi gab er zwischen 1902 und 1904 beim Brüsseler Institut International de Bibliographie die Bibliographia Economica Universalis heraus. 1911 wurde er Direktor der Bibliothek. Die Bibliothek erhielt 1946 den Namen Fővárosi Szabó Ervin Könyvtár (FSZEK). Mit Oszkár Jászi gab er die soziologische Zeitschrift Huszadik Század heraus. Er wurde 1906 Vizepräsident der Ungarischen Soziologischen Gesellschaft (Társadalomtudományi Társaság).
Szabó engagierte sich in der ungarischen Arbeiterbewegung und schrieb für deren sozialdemokratische Zeitung Népszava. Er übersetzte Schriften von Karl Marx und Friedrich Engels ins Ungarische und publizierte in der deutschen Zeitschrift Die Neue Zeit und der französischen Le Mouvement socialiste. In seiner politischen Entwicklung wandte er sich von der reformistischen deutschen Sozialdemokratie ab und den anarchosyndikalistischen Bestrebungen in der französischen Gewerkschaftsbewegung zu. Im Ersten Weltkrieg engagierte er sich in der Antikriegsbewegung Ungarns und wuchs zum Kriegsende hin zu einer moralischen Autorität.
Szabó starb 1918 während der epidemischen Spanischen Grippe.

## Schriften (Auswahl)
- A szocializmus. 1904
- Szindikalizmus és szociáldemokrácia. 1908
- Marx és Engels válogatott Muvei, 2 Bände 1905, 1909
- A tőke és a munka harca. 1911
- Freihandel und Imperialismus : Vortrag, geh. in der Soziologischen Gesellschaft in Graz am 13. Dezember 1917. Graz : Leuschner & Lubensky, 1918
- Társadalmi és pártharcok az 48-49-es magyar forradalomban : bevezati Jászi Oszkár tanulmánya. Wien : Bécsi Magyar Kiadó, 1921
- György Litván, János M. Bak (Hrsg.): Socialism and Social Science: Selected Writings of Ervin Szabó, 1877–1918. London, 1982. Editors' Introduction, S. 1–21